# Eduardo Franco
Eduardo Franco, né le 11 novembre 1995 à Yuma, en Arizona, est un acteur mexicano-américain.
Il est connu pour le rôle de Spencer Diaz dans American Vandal (2017), puis pour Théo dans le film Booksmart (2019). Il interprète Argyle dans la 4e saison de Stranger Things.

## Biographie
Eduardo Franco naît le 11 novembre 1995 à Yuma, en Arizona, aux États-Unis. Ses parents sont d'origines mexicaines. Il visite régulièrement sa famille au Mexique. Sa tante était propriétaire d'un salon de coiffure.
En 2017, il interprète le rôle de Spencer Diaz dans la série américaine American Vandal, diffusée sur Netflix. Puis il paraît dans le film Booksmart de Olivia Wilde, dans lequel il interprète Théo.
Eduardo Franco apparaît aussi dans des publicités nationales, notamment dans des spots pour GEICO, Samsung et TurboTax. En 2020, il joue le rôle principal d'Andrew dans le film d'Hulu, The Binge. Le 20 novembre 2020, il intègre la distribution principale de la quatrième saison de la série télévisée Stranger Things. Il interprète le rôle d'Argyle.

## Filmographie

### Cinéma
- 2018 : Le Paquet de Jake Szymanski : Jérémy Abelar
- 2019 : Booksmart de Olivia Wilde : Théo
- 2019 : Labeled : un garde de sécurité
- 2020 : The Binge de Jeremy Garelick : Andrew
- 2020 : Superintelligence de Ben Falcone : Todd
- 2021 : We Broke Up de Jeff Rosenberg : Mike
- 2021 : Queenpins de Aron Gaudet et Gita Pullapilly : Greg
- 2024 : Y2K de Kyle Mooney : Farkas

### Télévision
- 2015-2017 : Guide de survie d'un gamer : Stu (7 épisodes)
- 2015-2017 : Adam Ruins Everything : Gavis (4 épisodes)
- 2016 : The Skinny  : Jose (Épisode : « Squad »)
- 2016 : You're the Worst : Justin (Épisode : « The Inherent, Unsullied Qualitative Value of Anything »)
- 2017 : Lopez : Audience Member (Épisode : « George Gets Schooled »)
- 2017 : Idiotsitter (3 épisodes)
- 2017 : Good Game : Gamer (Épisode : « Everyone Calls Everyone Else a Nazi »)
- 2017 : American Vandal : Spencer Diaz (6 épisodes)
- 2017 : Lady Dynamite : Spider (Épisode : « Goof Around Gang »)
- 2018 : The Cool Kids : Kevin, le livreur (Épisode : « Pilot »)
- 2019 : Les Pires Profs : Kevin (Épisode : « You Can't Go Homecoming Again »)
- 2019 : Tacoma FD (Épisode : « A New Hope »)
- 2020 : Conan : Jacob, le stagiaire (Épisode : « Kumail Nanjiani »)
- 2022 : Stranger Things : Argyle (saison 4, personnage principal)